# Djamel Zidane
Djamel Zidane futbolista argelino, mediocampista disputó los mundiales de España 1982 y México 1986 con su selección.

## Carrera

### Club
Inició su carrera profesional en 1972 con el USM Alger, equipo al que estaba vinculado desde 1967 en las divisiones menores, aunque no jugó con el primer equipo. En 1976 viaja a Francia y se une al AS Corbeil-Essonnes FC por una temporada en la que anota 4 goles en 11 partidos. En 1978 viaja a Bélgica y firma con el FCE Meetjesland, equipo con el que no jugó ni un solo partido.
En la siguiente temporada firma con el K Sint-Niklase SKE, equipo en el que anotó 18 en 46 partidos en las dos temporadas en las que jugó para el club, pasando luego al KV Kortrijk, con el que estuvo cuatro temporadas, jugó 116 partidos y anotó 42 goles.
En 1985 firma con el K Waterschei SV Thor Genk en donde anotó cuatro goles en 16 partidos en su única temporada con el club. En 1986 regresa a Francia y firma con el AC Paizay Le Sec, retirándose tres años después.

## Selección nacional
Jugó para Argelia de 1975 a 1988, participó en 15 partidos y anotó cuatro goles, uno de ellos ante Irlanda del Norte en la Copa Mundial de Fútbol de 1986, el cual terminó siendo el único gol de Argelia en dicho mundial. También formó parte del equipo que participó en la Copa Mundial de Fútbol de 1982 en España, así como en la Copa Africana de Naciones 1982 en la que Argelia terminó en cuarto lugar.